# SMS-Spende
Eine SMS-Spende ist eine Geldspende mittels eines Short Message Service (SMS).

## Hintergrund
Mit dem starken Anstieg der weltweiten Mobilfunkdurchdringung ab dem Jahrtausendwechsel hat auch die Suche nach „mobilen Spendenlösungen“ seitens spendensammelnder Organisationen (auch als „soziale Unternehmen“ bezeichnet) stark zugenommen. Vor allem Hilfsorganisationen erkannten rasch, dass es bei vorhandener Mobilfunkversorgung kaum ein effizienteres Medium für die Kontaktaufnahme gibt als das Mobiltelefon. Und hier war es insbesondere der Versand von SMS-Nachrichten, der rasch an Bedeutung für die Organisationen gewann.
Stand zunächst die Nutzung des Mobiltelefons zur Organisation der eigenen (Hilfs-)Einsätze im Vordergrund, wuchs mit der Zeit das Interesse, mithilfe des Mobiltelefons auch Spendengelder zu sammeln. Spendenhotlines waren über diverse Fernsehprogramme (in Österreich beispielsweise über die vom ORF getragene Aktion „Licht ins Dunkel“)  einer breiten Öffentlichkeit bekannt. Zu Beginn des Mobilfunkbooms bestand lediglich die Möglichkeit des Spendens mittels Telefonanruf bei einer Spendenhotline. Mit dem Einsetzen des SMS-Booms wurde die Telefonspende per Anruf um die Spende per SMS-Nachricht erweitert.

## Formen
Die SMS-Spende stellt die aktuell gängigste Form des Spendens mithilfe eines Mobiltelefons dar. Grundsätzlich ist der Spendendialog mittels SMS-Nachrichten nur eine Form, wie über das Mobiltelefon gespendet werden kann. Alle Formen des Spendens bzw. Spendensammelns mithilfe eines Mobiltelefons können auch unter dem Begriff Mobile-Fundraising zusammengefasst werden.
Weitere heute bereits eingesetzte Formen des Mobile-Fundraising sind „Mobile-Spendenshops“ (= gleichsam eine Online-Spendenseite im Internet über Mobilgeräte), das „Spenden mittels Anruf“, wobei der Spendenbetrag unmittelbar während des Telefonats über eine Zahlungsabwicklungsinfrastruktur abgerechnet wird, sowie Hybridlösungen, bei denen die Kombination aus Internetseite und SMS-Spendendialog die häufigste Kombination darstellt. Hybridlösungen kommen heute vermehrt in Sozialen Netzwerken  sowie auf den Internetseiten der Spendenorganisationen selbst zum Einsatz. Auch das Spenden aus mobilen Apps ist möglich. Es handelt sich hierbei um kleine Programme, die auf das Mobiltelefon geladen werden können und dort eine der oben genannten Spendenmöglichkeiten (neben weiteren Inhalten bzw. Funktionen) beinhalten.

## SMS-Spende in Österreich
Allen Spendenlösungen, die in Österreich über die vorhandene technische Zahlungsabwicklungsinfrastruktur der paybox Bank AG [vormals: paybox austria GmbH] in Verbindung mit den unterstützenden Mobilfunknetzbetreibern wie etwa A1 Telekom Austria, T-Mobile Austria und Orange Austria realisiert werden können, ist gemein, dass
- gegenwärtig rund 5 Millionen österreichische Mobilfunkanschlüsse spendenfähig sind,
- sowohl Einzelspenden als auch regelmäßig wiederkehrende Spenden (sog. „Dauerspenden“ oder „Patenschaften“) abgewickelt werden können,
- 1 % des Spendenbetrags als Disagio (Abschlag) beim Netzbetreiber für dessen Inkassoleistungen verbleibt,
- die Mobilfunkbetreiber keine Zahlungsgarantie für mobil geleistete Spenden übernehmen,
- die Mobilfunkbetreiber keinerlei Kundendaten an die Spendenorganisationen übergeben (d. h. sämtliche personenbezogenen Daten müssen von der Spendenorganisation selbst ermittelt werden),
- Spenden zwischen 1 und 100 Euro abgewickelt werden können,
- Wertkartenkunden und Kunden mit Firmenmobilfunkverträgen nur dann mobil spenden können, wenn sie über ein paybox-austria-Konto verfügen,
- die Abwicklung von mobilen Spendenprojekten nicht von den Mobilfunkbetreibern selbst, sondern über technische Dienstleister erfolgt,
- die steuerliche Absetzbarkeit von SMS-Spenden problemlos möglich ist, vorausgesetzt, die Spendenorganisation zählt zu den vom Finanzministerium anerkannten Organisationen.

## SMS-Spende in Deutschland
Allen Spendenlösungen, die in Deutschland über die vorhandene Zahlungsabwicklungsinfrastruktur der unterstützenden Mobilfunkbetreiber Vodafone, T-Mobile, E-Plus und O2 abgewickelt werden können, ist gemein, dass
- gegenwärtig rund 98 % der deutschen Mobilfunkanschlüsse spendenfähig sind,
- 0,17 Euro des Spendenbetrags beim Netzbetreiber für dessen Leistungen verbleiben,
- die Mobilfunkbetreiber keine Zahlungsgarantie für mobil geleistete Spenden übernehmen,
- die Mobilfunkbetreiber keinerlei Kundendaten an die Spendenorganisationen übergeben (d. h. sämtliche spenderbezogenen Daten müssen von der Spendenorganisation selbst ermittelt werden),
- Spenden zwischen 1 und 10 Euro abgewickelt werden können,
- die Abwicklung von mobilen Spendenprojekten nicht von den Mobilfunkbetreibern selbst, sondern über technische Dienstleister erfolgt,
- die steuerliche Absetzbarkeit von SMS-Spenden umstritten und aufgrund der mangelhaften Ausweisung auf den Mobilfunkrechnungen einiger Mobilfunkbetreiber schwierig ist und
- die Mobilfunkbetreiber u. a. aus diesem Grund vorschreiben, dass Non-Profit-Organisationen nicht von SMS-Spenden sprechen dürfen.

## SMS-Spende in der Schweiz
SMS-Spenden wurden in der Schweiz im Jahr 2010 etabliert. Die Mobilfunknetzbetreiber Swisscom, Orange und Sunrise unterstützen den Dienst.
- In der Schweiz können SMS-Spenden, anders als in Deutschland, über mehrere Kurzwahlnummern abgesetzt werden.
- Die Tarife variieren zwischen den Mobilfunknetzbetreibern und liegen im Durchschnitt bei ca. 7 % der einbezahlten Spende.
- Es können Spenden von CHF 1 – 100 abgewickelt werden.
- Die Spenden werden korrekt ohne Mehrwertsteuer auf der Mobilfunkrechnung ausgewiesen und sind steuerlich absetzbar.
- Die Mobilfunknetzbetreiber übermitteln nur die Telefonnummer des Spenders ohne Name oder Adresse.
- Im Jahr 2009 entwickelte die DDX Association mit denn Telecom-Anbietern wie Swisscom, Sunrise und Orange, ein SMS-Spendentool, welches dem Endverbraucher die Möglichkeit bietet, Spenden via Mobiltelefon zu tätigen. Die Spenden werde direkt der Telefonrechnung belastet. Die Nummer 339 dient zur Spendeneinnahmen für karitative Organisationen, Sport-Vereine, Verbände usw.